# Цоколаев-Качалаев, Эльдар Калсынович
Эльдар Калсынович Качалаев-Цоколаев, до 1992 года — Эльдар Вениаминович Цоколаев (24 апреля 1926 год, Буйнакск Дагестанская АССР — 2006, Москва, Россия) — советский военачальник, генерал-полковник авиации (1983), с 1984 года — командующий ВВС Дальнего Востока, зам. главнокомандующего войск Дальнего Востока.

## Биография
Эльдар Калсынбекович Качалаев-Цокалаев, Кумык, родился в 1926 году в городе Буйнакске. В 1937 году его отца по национальности кумык, как врага народа, арестовали (позднее он был реабилитирован). С матерью переехали жить в Осетию. Эльдар закончил 10 классов. Поступил в спецшколу ВВС, затем в Ейское военное авиационное училище летчиков. Э. К. Цоколаев-Качалаев вырос от курсанта до генерал-полковника авиации. По службе соответственно занимал должности командира экипажа, звена, эскадрильи, авиационной дивизии. С этой должности генерал-майор авиации Э. К. Цоколаев-Качалаев прибыл в 1972 году во Львов заместителем командующего Воздушной армии, через некоторое время стал командующим Воздушной армией Прикарпатского военного округа..
Из воспоминаний полковника в отставке П.Телякавова; «Эльдар Калсынбекович летал на самолетах всех типов, которые были на вооружении Воздушной армии. Летал классно, мужественно. Знаю много примеров нештатных ситуаций, когда на больших высотах он попадал в смертельно опасные ситуации, но благодаря своему высокому мастерству, отличному знанию авиатехники, мужеству выходил из аварийных ситуаций, спасая и самолет, и собственную жизнь».
В 1983 году постановлением Совета министров СССР Качалаеву-Цоколаеву Э. К. присвоили воинское звание генерал-полковника авиации. В этом же году его назначили на должность командующего ВВС — заместителя главнокомандующего войсками Дальнего Востока. В его оперативном подчинении были три воздушные армии фронтового назначения, морская ракетоносная палубная авиация Тихоокеанского флота, авиация ПВО и одна Воздушная армия дальней авиации, дислоцированные от Урала до Командорских островов и от Земли Франца Иосифа до КНР и Кореи..
Умер в 2006 году в Москве. Похоронен на Троекуровском кладбище.

## Учёба
- В 1949 году — Авиационная спецшкола (г. Ростов-на-Дону);
- В 1952 году — Военно-морское авиационное училище имени Сталина (окончил с отличием);
- В 1964 году — Военно-воздушная академия имени Ю. А. Гагарина;
- В 1966 году — адъюнктура.

## Карьера
- С 1952 года — служба на Тихоокеанском флоте;
- С 1964 года — командир авиационного полка ВВС южной группы войск (Венгрия);
- В 1969-1972 годы — командир истребительной авиационной дивизии (под Будапештом);
- В 1972 году — генерал-майор авиации;
- В 1972-1974 годы — зам. командующего воздушной армии (Львов);
- С января 1977 года по август 1983 года — командующий 14-й воздушной армии;
- С 1983 года — генерал-полковник авиации
- С 1984 года — командующий ВВС Дальнего Востока, зам. главнокомандущего войсками Дальнего Востока.

## Награды
«Заслуженный военный летчик СССР» (1976), Орден Красного знамени (1977), орден «За службу Родине» III степени, Орден Боевого Красного знамени МНР, более 20 медалей разных стран (Польша, Чехословакия, Болгария, Вьетнам, МНР); Чемпион Тихоокеанского флота по гимнастике (1954).

## Семья
Родители: Качалаев Калсын Абдулшаидович (1898); Цоколаева Ольга Ивановна (1902).

## Интересные факты
« Помню, в процессе наших бесед он проявлял заметный интерес к Дагестану. Его инициатива по поиску родственников в Дагестане увенчалась успехом; в Хасавюрте нашелся двоюродный брат, а в Махачкале брат по отцу. После этого он неоднократно бывал на родине отца. Участвовал в работе конгресса соотечественников, проходившем в 1992 г. в Махачкале. Некоторое время работал в Представительстве Республики Дагестан при Президенте Российской Федерации. Через годы Эльдар внес изменения в фамилию и отчество и уточнил национальность. Анкетные данные стал заполнять: Качалаев-Цоколаев Эльдар Калсынбекович, по национальности: кумык по отцу, осетин по матери» ..
Из книги С.Гаджиевой «Кумыки»; «Эльдар Калсынбекович Цоколаев из рода Кочелаевых с. Аксай Хасавюртовского округа, отдельные члены его рода жили в отсёлке Аксай-Кочелай кутан. Среди них были и военные и гражданские. Так, например Казакбий Кочелаев до пенсии служил подпоручиком (1893), Сорухан Кочелаев имел чин корнета (1852)».